# Herrania laciniifolia
Herrania laciniifolia là một loài thực vật có hoa thuộc họ Sterculiaceae.
Nó chỉ được tìm thấy ở Colombia.